# Фераро-флорентински събор
Фераро-Флорентинският събор (на италиански: Concilio di Basilea, Ferrara e Firenze) е Вселенски събор, проведен към 1437 – 1439 година (напълно закрит около 1445 г. в Рим), в резултат на който е сключена уния между Католическата и Православната църква. Съборът със сключената уния са наречени така по името на градовете, в които най-вече са проведени преговорите – първо във Ферара (1438), а после, понеже във Ферара се разразява епидемия от бубонна чума - и във Флоренция (1439). Съборът е своеобразно продължение на реално непосредствено предхождащия го Базелски събор, започнат през 1431 г. от папа Мартин V (1417–1431), надяващ се на преодоляване на съществуващата към този момент схизма между църквите.
Официално унията е сключена между папа Евгений IV и византийския император Йоан VIII Палеолог през 1439 г.
Открит е от Евгений IV (1431–1447), след като той закрива официално, на 18 декември 1431 г., Базелския събор, но става ясно, че византийският император, патриарх Йосиф II Константинополски и част от присъствалите на него около 700 богослови, все пак държат преговорите да бъдат продължени. Мнозина игнорират прекратяването, насърчавани от немския крал Сигизмунд Люксембургски (1368–1437) и продължават пренията. Впоследствие част от духовниците остават в Базел, а друга част от тях заседава във Ферара, откъдето се мести на 16 януари 1439 г. във Флоренция.
Целта на унията е ромейският император да успее да се противопостави, с помощта на нов кръстоносен поход, организиран от папата (срещу признаване на върховенството му в църковните дела) на османските турци, вече сериозно заплашващи Константинопол с превземане. Папата действително успява да уреди такава военна подкрепа, под формата на войната на полско-унгарския крал Владислав III Ягело и унгарския феодал Янош Хуняди срещу Османската империя, известна като Варненски кръстоносен поход. След поредица успешни действия, те все пак претърпяват поражение в Битката при Варна (1444 г.), а кралят е убит в сражението. 
По-късно (1453 г.) Константинопол е превзет от войските на Мехмед II, отбраняван от наследника на Йоан - Константин XI Драгаш, а унията - отменена от патриарх Генадий II Схоларий.